# North Ronaldsay
North Ronaldsay ist die nördlichste und gleichzeitig auch östlichste Insel der Orkney. Sie liegt etwa 60 Kilometer von Kirkwall, dem Hauptort des Archipels entfernt. Sie hat eine Fläche von 6,9 Quadratkilometern bei einer größten Länge (Nord-Süd) von vier Kilometern und einer Breite von dreieinhalb Kilometern.
Die Bewohner sprachen noch im 19. Jahrhundert Norn, als diese altnordische Sprache auf den übrigen Inseln bereits ausgestorben war. In der Umgangssprache erhielten sich einige Eigenarten bis heute: So sagt man „no“ statt „not“, „ye“ statt „you“ oder „to be“ statt „to have“. Der Inselname wird bis heute als Rinnalsay ausgesprochen, worin manche Linguisten und Ortsnamensforscher (aber auch die lokale Folklore) einen Hinweis auf „Ringan“ – den Heiligen Ninian von Whithorn – sehen, zu dem es auch auf weiteren der nördlichen Orkney Bezüge gibt.
Die 72 Bewohner (Stand: 2011) leben hauptsächlich vom Tourismus, der Schafzucht oder sie arbeiten außerhalb der Insel. North Ronaldsays Inselmitte wird von einer Trockensteinmauer, der ca. 1,5 m hohen und insgesamt 19 km langen Schafsmauer umgeben (Sheep Dyke). Sie wurden ab dem Jahre 1832 errichtet, als der Seetangmarkt zusammenbrach.

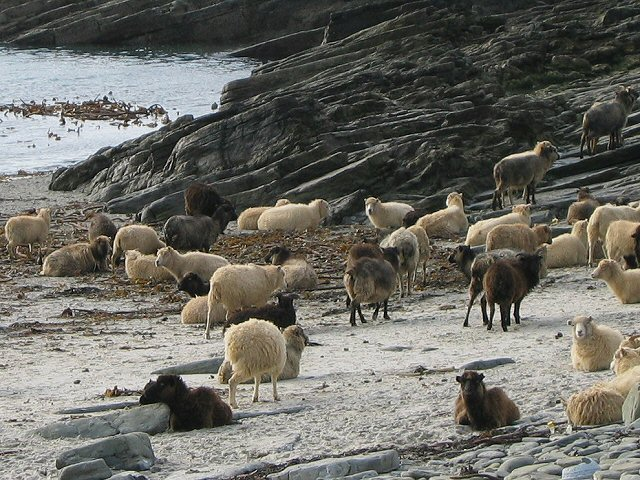
Nord-Ronaldsay-Schafe am Strand

Die Mauer hält die Schafe von den landwirtschaftlich genutzten Flächen fern. Die etwa 4000 Nord-Ronaldsay-Schafe, eine heimische kleine, nur etwa 20 kg wiegende Schafsrasse, leben frei außerhalb des Deiches auf dem so genannten Ness. Die Tiere fressen zumeist Seetang und werden nur einige Male im Jahr zusammengetrieben (zur Schur im Sommer, zum Aussondern von Tieren für die Schlachtung im Dezember, zum Aussondern der trächtigen Mutterschafe im Frühjahr). Während des Lammens werden die Mutterschafe für drei oder vier Monate auf Grasflächen gehalten. Elf gemeinschaftlich unterhaltene Sheep punds (kegelförmige Steinhügel mit einem kleinen, umwallten Plateau) rund um den Strand gewähren den Schafen Zuflucht, wenn die Strände überflutet werden. Die elf Sheep punds stehen dabei für die Gebiete der elf demokratisch gewählten „Schafgerechten“, die über den Auftrieb der Tiere und die gerechte Verteilung der Tiere und des Ertrages aus dem Verkauf der Tiere und Wolle auf alle Besitzer auf der Insel wachen. Diese Institution reicht bis ins frühe Mittelalter zurück und repräsentiert eine der ältesten, demokratisch verfassten Bauernschaften in Westeuropa (bedingt vergleichbar etwa der Ostfriesischen Landschaft und ihren Originalaufgaben, nicht aber mit den viel weiterreichenden, die sie heute erfüllt).
Die meisten Gehöfte auf der sehr flachen Insel stehen auf kleinen künstlichen Erdhügeln (den Warften an der friesischen Küste vergleichbar, aber nicht so hoch).

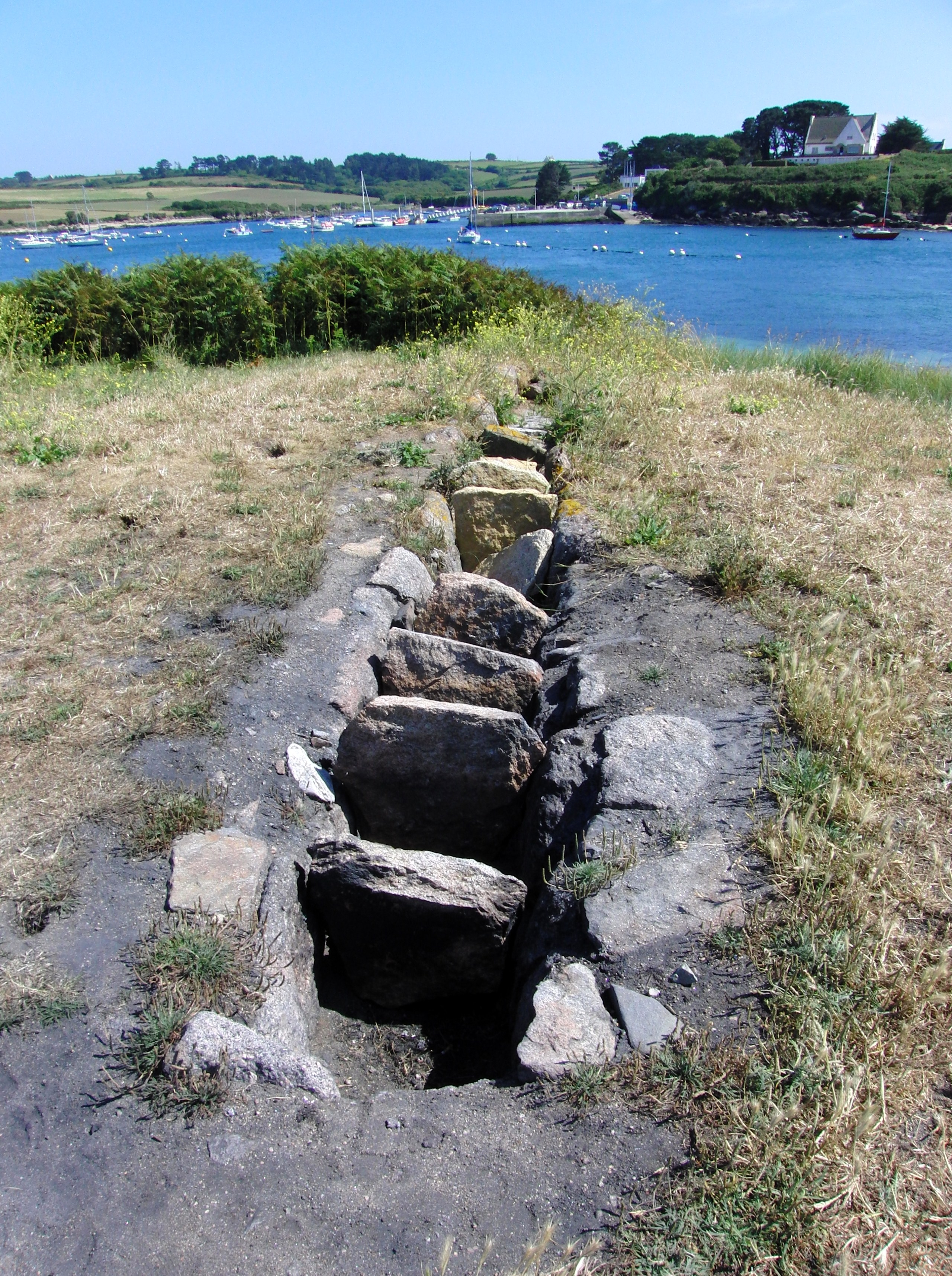
Kelp Kiln

## Seetang (Kelp)
Tang wurde seit Alters her auf dem Land in großen Mengen als Dünger eingesetzt. Er ist auf sandigen Erden besonders nützlich und hilft bei der Wasserspeicherung während trockener Zeiten. Im 18. und 19. Jahrhundert wurde Seetang als Quelle für die Gewinnung von Soda entdeckt, einem wichtigen Rohstoff vor allem für die Seifen- und Glasherstellung. Während des Seetang-Booms im 18. und frühen 19. Jahrhundert profitierte Nord Ronaldsay von den vielen Meeresalgen, die an seinen seichten Stränden von den großen Seetangbetten angespült wurden. 60.000 t Seetang wurden auf Orkney (Stronsay und Papa Stronsay) getrocknet und in Brennöfen (Kelp Kilns und Kelp Chimneys) oder Gruben zu Kelpasche verbrannt. 150 km weit soll damals der Gestank zu riechen gewesen sein. Abnehmer waren die Soda- und Alaunfabriken.
Die Gruben sind immer noch an vielen Stellen zu sehen. In der Bretagne werden sie fours à goémon genannt und sind zum Beispiel im Département Finistère in Kerlouan auf dem Archipel von Molène und auf der Halbinsel Saint Laurent erhalten.

## Sehenswürdigkeiten
Als Sehenswürdigkeiten der flachen Insel gelten das Holland House mit dem Stan Stane. Im Nordosten der 1789 aus Feldsteinen errichtete alte Leuchtturm Dennis Head Beacon, der 1854 durch den neuen Leuchtturm North Ronaldsay Lighthouse – mit 41 m einer der höchsten der Britischen Inseln – in seiner Funktion abgelöst wurde und auf der Spitze eine Steinkugel trägt. Im Süden die Ruine des Broch von Burrian. Erhaltene Feldbegrenzungen aus dem 1. Jahrtausend v. Chr. sind der Matches Dyke und der Muckle Gairsty. Die Wälle teilen die Insel in drei Bereiche. Ein Teil des Muckle Gairsty ist etwa zwei Meter hoch und zehn Meter breit. Über die Funktion dieser Wälle ist wenig bekannt.

## Verkehr
Zwei Fährverbindungen pro Woche mit modernen Ro-Ro-Fähren existieren ab Kirkwall aber keine Anlegestelle, die ein Andocken mit Heck oder Bug erlauben würde.  Deshalb werden Autos wie auch alle anderen Lasten per Kran geladen und entladen.  Da der Pier nur wenig vor Wind und Wellen geschützt ist, fallen vor allem in den Wintermonaten bei Sturm  (oder ungünstigen Gezeiten) Fähren häufig aus. Deshalb spielt tägliche (zumeist 2 Mal am Tag) Anbindung per Flugzeug vom North Ronaldsay Airport zum Flughafen Kirkwall eine große Rolle sowohl für den Passagierverkehr aber auch für die Versorgung. Auch der Anschluss per Flugzeug kann bei bestimmten Wetterlagen ausfallen.